# Buck the World
Buck the World ist das zweite Soloalbum des US-amerikanischen Rappers Young Buck. Es erschien am 27. März 2007 über die Labels G-Unit Records und Interscope.

## Produktion
Bei dem Album fungierten Young Bucks Labelchefs 50 Cent und Sha Money XL als ausführende Produzenten. Die Musikproduzenten Dr. Dre, Jake One und Jazze Pha produzierten je zwei Lieder des Albums. Weitere Instrumentals stammen von Eminem, Lil Jon, Polow da Don, Hi-Tek, Young RJ, Craig Lane, Jiggalo, J.U.S.T.I.C.E. League, Doc McKinney, Gramps, Che Vicious, DJ Toomp, Vitamin D, Mark Batson, Tha Bizness und Key Kat.

## Covergestaltung
Das Albumcover zeigt Young Buck, der den Betrachter mit ernstem Blick ansieht, mit freiem Oberkörper. Der Hintergrund ist dunkelgrau gehalten und zeigt eine Straße und Häuser. Unten im Bild befinden sich der Schriftzug Buck the World sowie sein Logo, die Buchstaben Y und B, in Weiß.

## Gastbeiträge
Auf zwölf Liedern des Albums sind neben Young Buck andere Künstler vertreten. So ist der Rapper Young Jeezy an den Songs Pocket Full of Paper und 4 Kings beteiligt, wobei auf letzterem ebenfalls die Rapper T.I. und Pimp C zu hören sind. Der Sänger Lyfe Jennings tritt auf dem Titeltrack Buck the World in Erscheinung und das Stück Say It to My Face ist eine Kollaboration mit dem Duo 8Ball & MJG sowie dem Rapper Bun B. Die Rapper Snoop Dogg und Trick Daddy haben einen Gastauftritt bei I Ain’t Fucking Wit U! und die Sängerin LaToiya Williams ist auf U Ain’t Goin’ Nowhere vertreten. Außerdem arbeitet Young Buck auf Hold On mit seinem Labelchef 50 Cent zusammen, während er auf Puff Puff Pass von dem Reggaemusiker Ky-Mani Marley unterstützt wird. Des Weiteren hat der Rapper Kokane einen Gastbeitrag auf dem Song Haters und der Rapper Jazze Pha ist auf I Know You Want Me zu hören. Chester Bennington, Sänger der Band Linkin Park, tritt zudem auf dem Lied Slow Ya Roll in Erscheinung.
Am Hidden Track Funeral Music, der von 50 Cent gerappt wird, ist Young Buck selbst nicht beteiligt.

## Titelliste
| #  | Titel                        | Gastmusiker               | Produzent                 | Länge |
| -- | ---------------------------- | ------------------------- | ------------------------- | ----- |
| 1  | Push ’Em Back                |                           | Young RJ, Craig Lane (Co) | 3:55  |
| 2  | Say It to My Face            | 8Ball & MJG, Bun B        | Jiggalo                   | 3:40  |
| 3  | Buss Yo’ Head                |                           | J.U.S.T.I.C.E. League     | 4:58  |
| 4  | I Ain’t Fucking Wit U!       | Snoop Dogg, Trick Daddy   | Hi-Tek                    | 3:52  |
| 5  | Get Buck                     |                           | Polow da Don              | 4:14  |
| 6  | Buck the World               | Lyfe Jennings             | Jake One                  | 3:46  |
| 7  | Slow Ya Roll                 | Chester Bennington        | Doc McKinney, Gramps      | 3:43  |
| 8  | Hold On                      | 50 Cent                   | Dr. Dre, Che Vicious (Co) | 3:59  |
| 9  | Pocket Full of Paper         | Young Jeezy               | DJ Toomp                  | 3:45  |
| 10 | Haters                       | Kokane                    | Vitamin D                 | 4:10  |
| 11 | U Ain’t Goin’ Nowhere        | LaToiya Williams          | Dr. Dre, Mark Batson      | 3:59  |
| 12 | Money Good                   |                           | Lil Jon                   | 4:11  |
| 13 | Puff Puff Pass               | Ky-Mani Marley            | Tha Bizness               | 4:40  |
| 14 | Clean Up Man                 |                           | Jake One                  | 4:22  |
| 15 | 4 Kings                      | T.I., Young Jeezy, Pimp C | Jazze Pha                 | 4:52  |
| 16 | I Know You Want Me           | Jazze Pha                 | Jazze Pha                 | 4:45  |
| 17 | Lose My Mind                 |                           | Eminem                    | 6:54  |
| 17 | Funeral Music (Hidden Track) | 50 Cent, ohne Young Buck  | Key Kat                   | 6:54  |

## Chartplatzierungen und Singles
Buck the World stieg am 14. April 2007 auf Platz 3 in die US-amerikanischen Albumcharts ein und konnte sich 16 Wochen in den Top 200 halten. Auch im Vereinigten Königreich und in der Schweiz erreichte das Album die Charts und belegte Rang 94 bzw. 87, während es in Deutschland die Top 100 verpasste.
Als Singles wurden die Lieder I Know You Want Me, Get Buck (US #87, 3 Wo.) und U Ain’t Goin’ Nowhere ausgekoppelt.

## Rezeption
Dani Fromm von der Internetseite laut.de bewertete Buck the World mit zwei von möglichen fünf Punkten. Sie beschreibt Young Bucks Rap größtenteils als „unglaublich dröge, spaß- und tempobefreit.“ Dagegen verdienten einige Beats „ohne Weiteres das Prädikat "Besonders wertvoll"“ und auch der Gastbeitrag von Snoop Dogg wird gelobt. Das Album sei letztendlich aber „über weite Strecken unspektakulär bis ziemlich lahm.“